# Джексон, Шарлотта
Шарло́тта Луи́з Дже́ксон (англ. Charlotte Louise Jackson; 29 июня 1979, Портсмут, Хэмпшир, Англия, Великобритания) — британская журналистка, телеведущая, фотомодель, певица, игрок в лякросс и теннисистка.

## Биография
Шарлотта Луиз Джексон родилась 29 июня 1979 года в Портсмуте (графство Хэмпшир, Англия, Великобритания) в семье ливерпульцев и сама Шарлотта признаётся, что она большая поклонница этого города. Джексон выросла в деревне Уикеме, что неподалёку от её родного города.

## Карьера
До того как преуспеть в журналистской деятельности, Шарлотта была певицей и бэк-вокалисткой Тони Кристи. В настоящее время Джексон работает на спортивном телеканале «Sky Sports News». Она профессионально занималась лякроссом и теннисом, выступая за родное графство Хэмпшир в то время, как её мать играла за Англию.
В августе 2008 года Шарлотта комментировала Летние Олимпийские игры 2008 для Великобритании с Родри Уильямсом.
В 2013 году Шарлотта участвовала в дайвинг-шоу «Splash!» и дошла до полуфинала, несмотря на перелом пальца ноги.

## Личная жизнь
С 16 мая 2015 года Шарлотта замужем за спортивным менеджером Крисом Коулманом, с которым она встречалась 3 года до их свадьбы. У супругов есть двое детей — сын Финли Коулман (род. 22.12.2014) и дочь (род. 13.08.2016).